# Tryptyk Harbaville

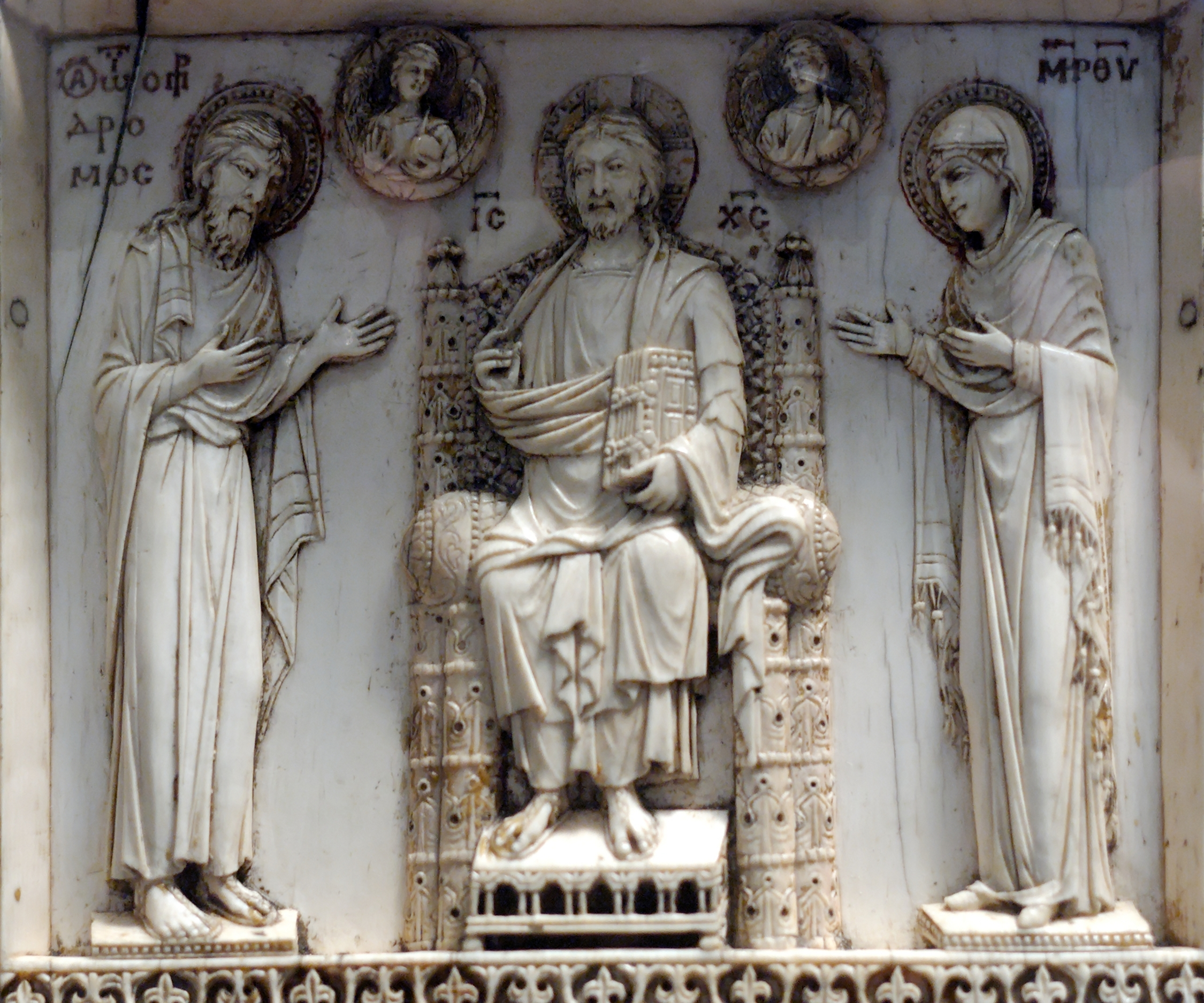
Tryptyk Harbaville, część środkowa, górna część: Deesis, Chrystus, Maria i Jan Chrzciciel

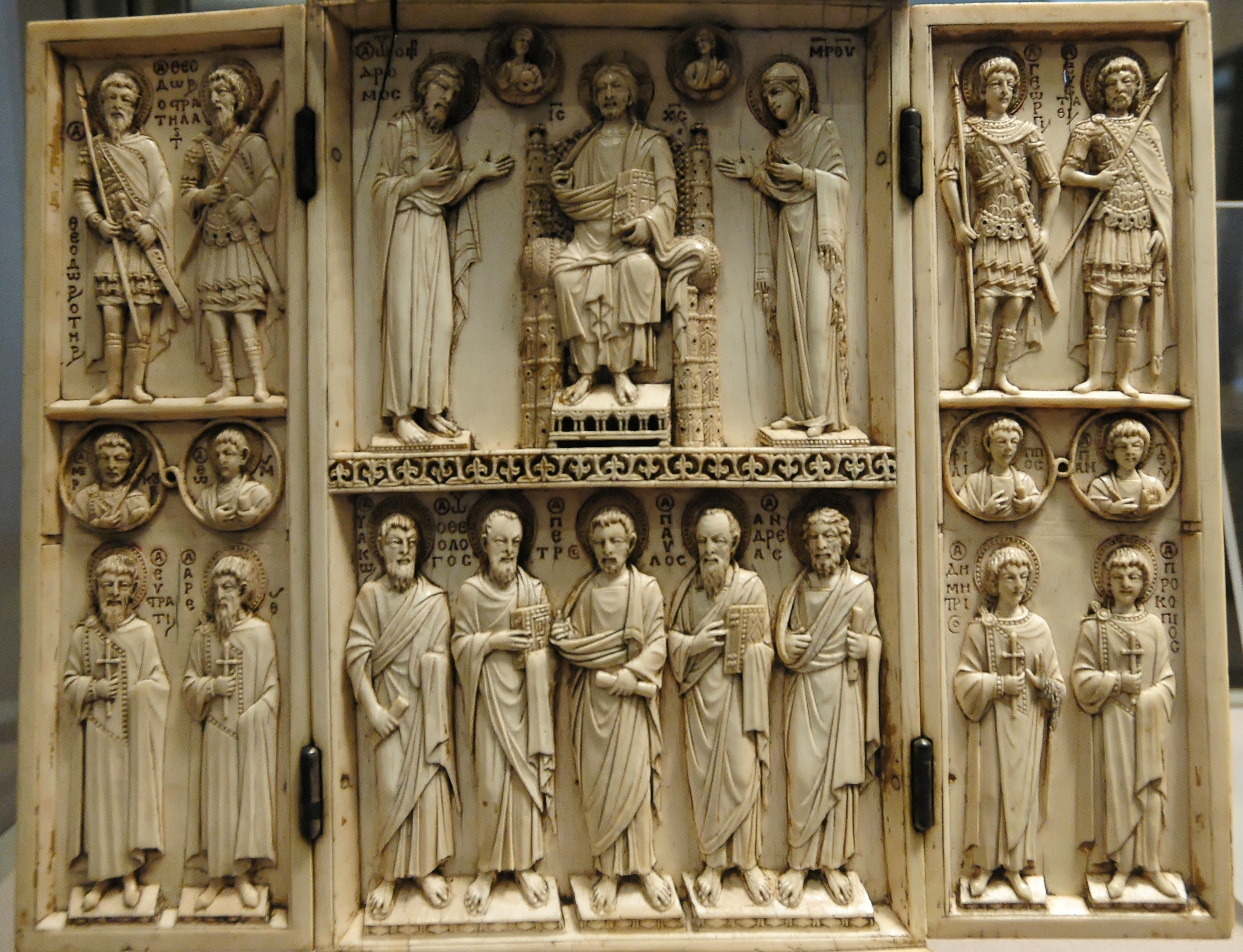
Widok ogólny tryptyku.

Tryptyk Harbaville – bizantyńskie dzieło plastyki z kości słoniowej, tryptyk datowany na połowę X wieku, z głównym przedstawieniem Deesis i innych świętych; obecnie w zbiorach paryskiego Luwru.
Uważany jest za jeden z najcenniejszych i najlepiej zachowanych wyrobów z kości słoniowej zaliczanych do „grupy Romanosa”, której dzieła były wykonywane Konstantynopolu i łączone są z dworem cesarskim.
Dzieło o wymiarach 28 × 24 cm zostało wykonane prawdopodobnie w Konstantynopolu w czasach panowania dynastii macedońskiej. Obecna jego nazwa pochodzi od nazwiska kolekcjonera dzieł sztuki, który był ostatnim posiadaczem – Louisa-François Harbaville (1791-1866), członka Académie d’Arras, który odziedziczył tryptyk po rodzinie Beugny de Pommeras z Arras. Do Luwru został zakupiony w 1891 r. od Henriego i Rémi Trannin, wnuków Harbaville'a.
Nazwę grupy dzieł tego rodzaju wywiedziono od późniejszej plakietki z kości słoniowej, znajdującej się w Cabinet des Médailles w Bibliotheque Nationale de France, z głównym przedstawieniem Chrystusa koronującego cesarza Romana IV Diogenesa i jego małżonkę Eudoksję. W kontekście datowania dzieł tej grupy nie da się jednoznacznie określić władcy o imieniu Roman, gdyż ówcześnie znani są dwaj: Roman II Porfirogeneta koronowany w 959 r. i Roman IV Diogenes, koronowany w roku 1068. W powiązaniu z podobnymi zabytkami znajdującymi się w Rzymie, Watykanie i Moskwie, mówi się o wczesnym datowaniu pierwszych dzieł „grupy Romanosa” na koniec drugiej ćwierci X stulecia.
Tryptyk Harbaville jest uważany „za szczególnie najpiękniejszy, za sprawą elegancji i delikatności, która jest nieobecna w tak wysokim stopniu w podobnych dziełach z połowy X w. Wszystkie cechuje mocno wygładzona powierzchnia rzeźb, elegancja stylu typowego dla dworskiej szkoły”. Zidentyfikowano też inne grupy, będące przypuszczalnie wyrobami pochodzącymi z różnych warsztatów. Zleceniodawcami byli także członkowie dworu cesarskiego, przy czym dzieła te cechuje niższa jakość i wyrafinowanie form i treści. Dotąd zachowała się o wiele większa liczba dzieł z kości słoniowej od dzieł malarstwa tego okresu; są one bardzo ważne dla dziejów bizantyńskiej sztuki z czasów panowania dynastii macedońskiej.
Wszystkie części tryptyku są rzeźbione; poza głównym przedstawieniem, na bocznych skrzydłach wyobrażono  postacie świętych. Rewers środkowej części jest ozdobiony bogatą dekoracją ornamentalną, roślinną i drobniejszymi motywami zwierzęcymi. Na powierzchni niektórych figur widoczne są resztki polichromii.

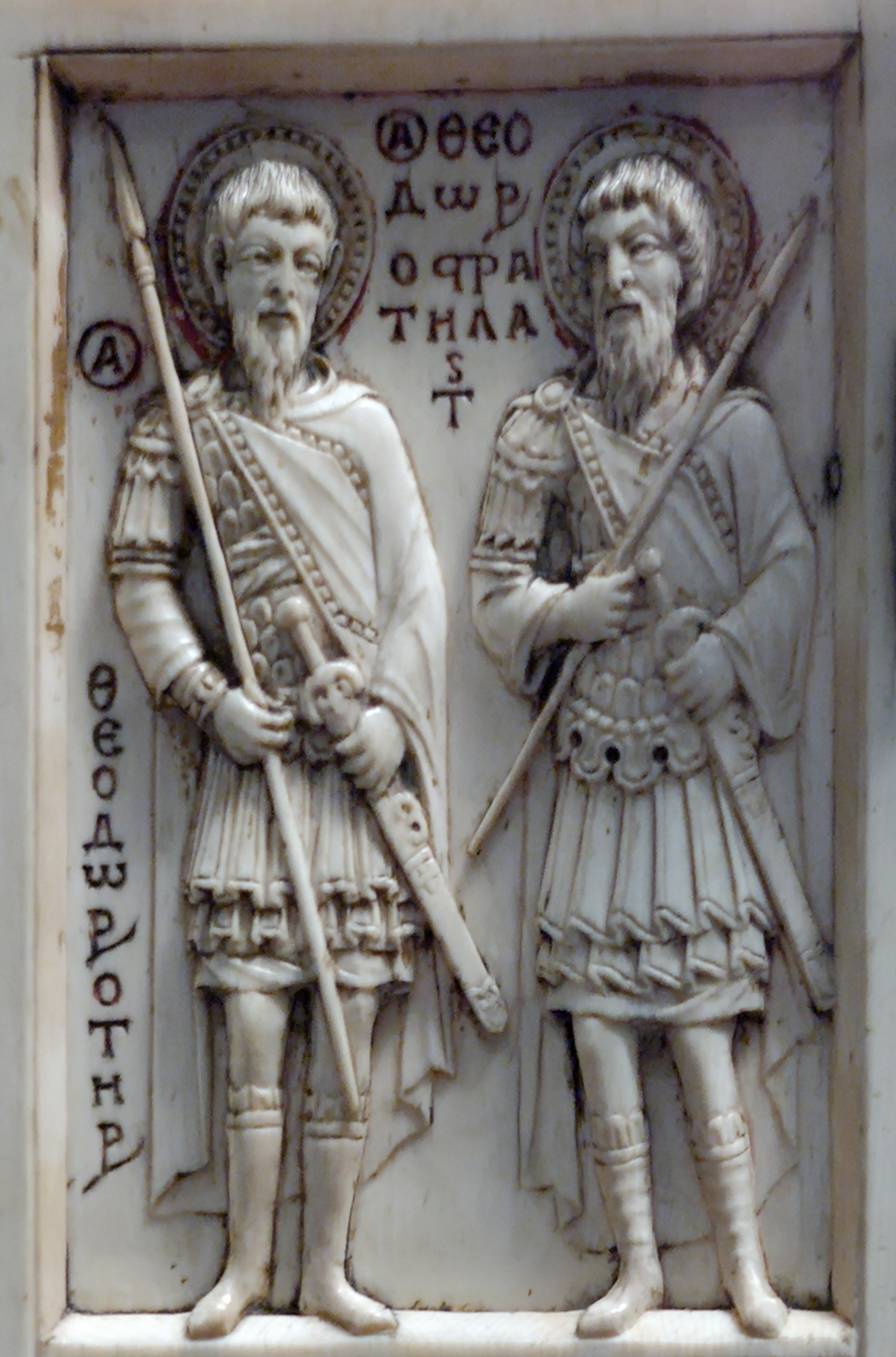
Lewe skrzydło, część górna: Święci Teodor Nowicjusz i Teodor  Generał
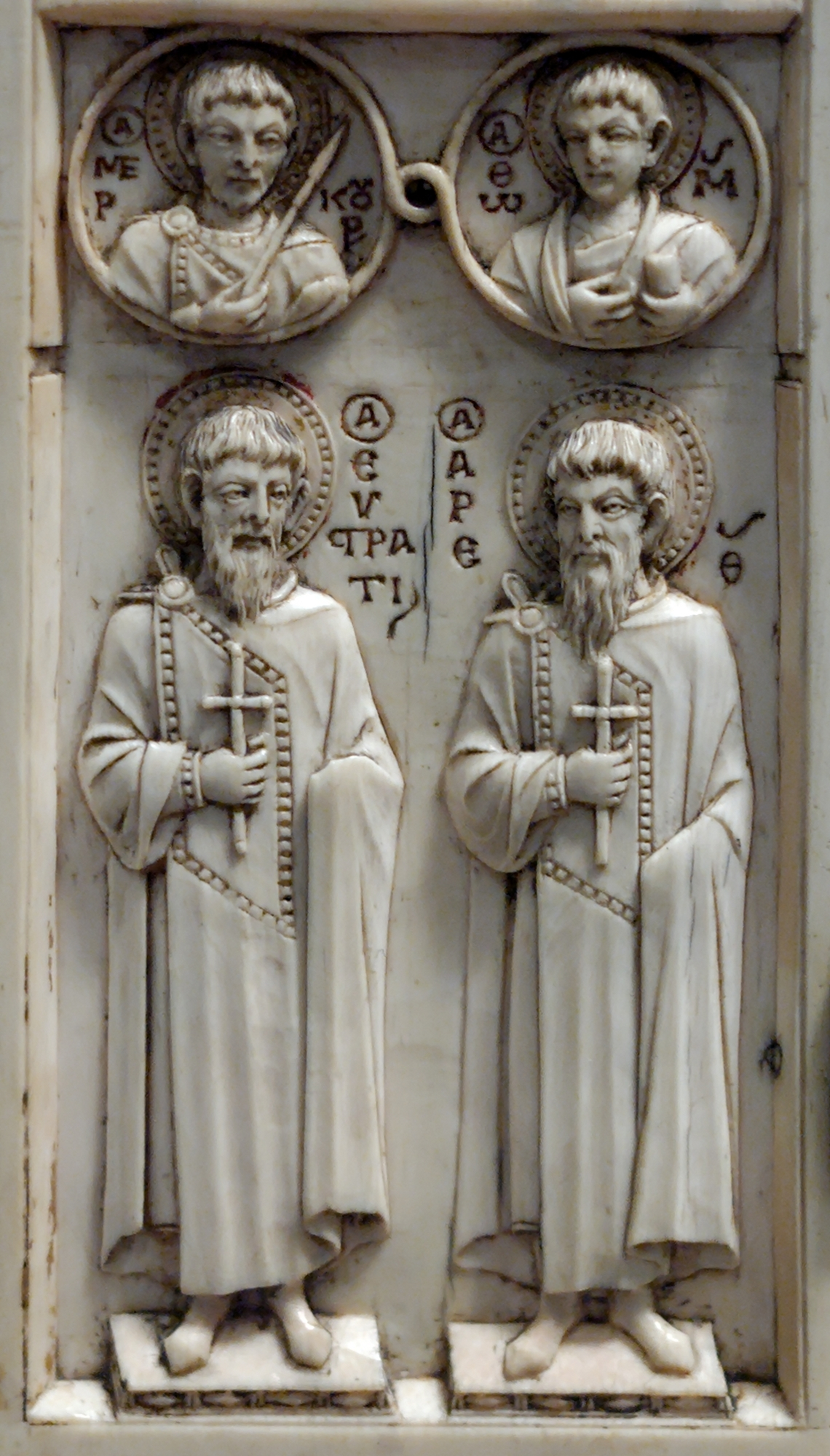
Lewe skrzydło, dolna część: Święci Eustratiusz i Aretas. W tondach święci Merkuriusz i Tomasz.
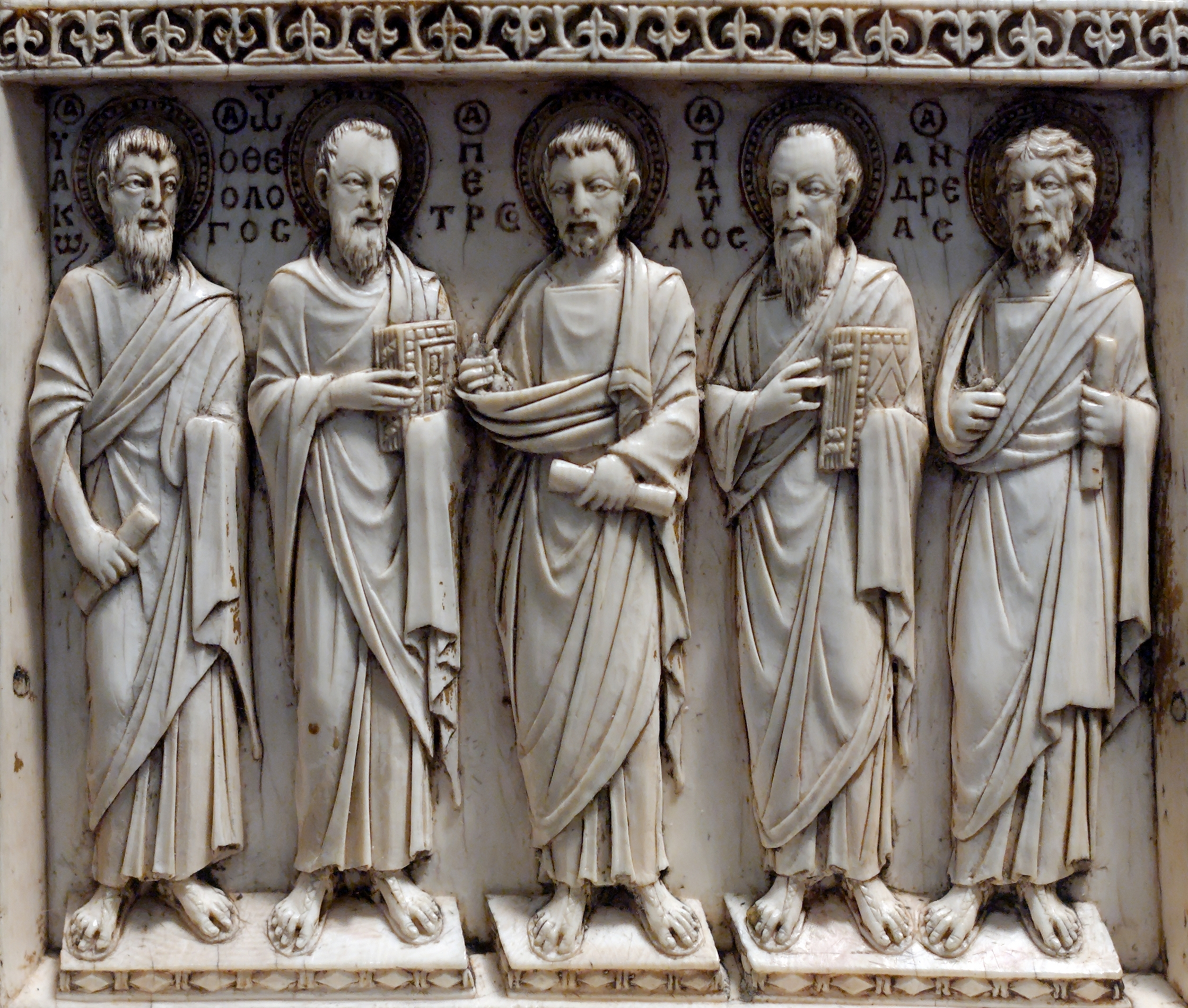
Część środkowa, dolna część: Apostołowie Jakub, Jan, Piotr, Paweł i Andrzej
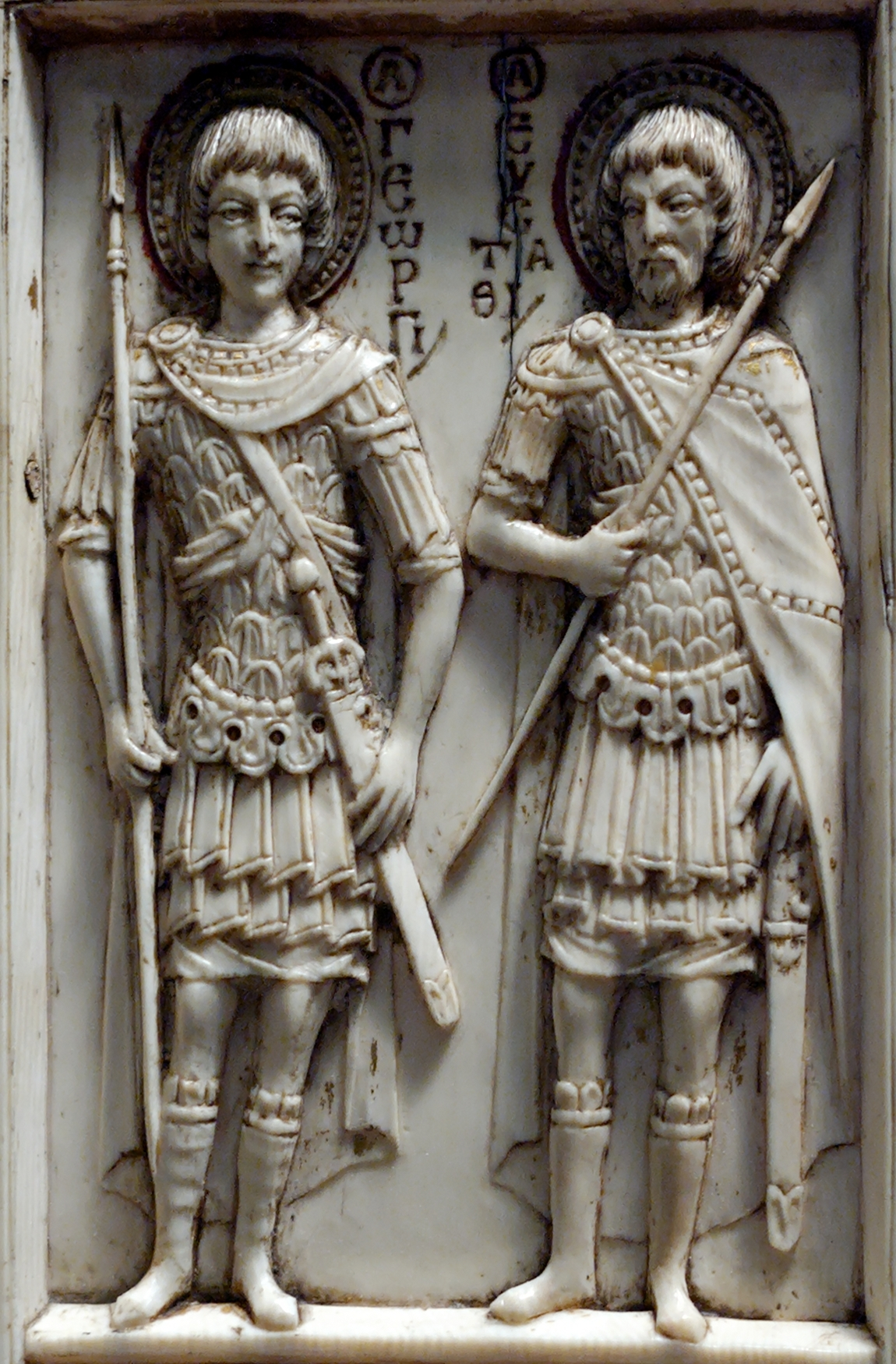
Prawe skrzydło, górna część: Jerzy i Eustachy
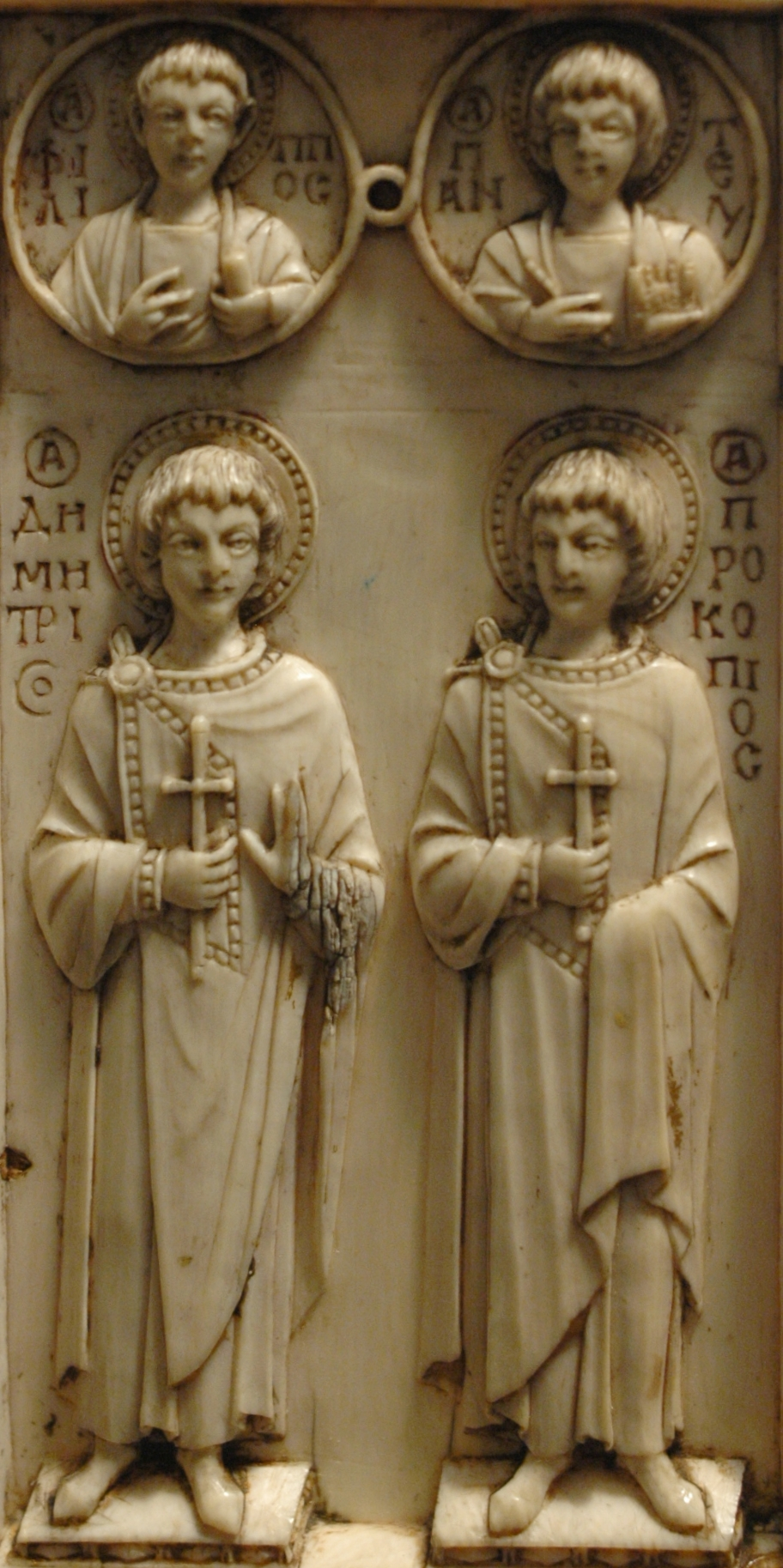
Prawe skrzydło, dolna część: Święci Demetriusz i Prokop. W tondach święci Filip i Pantalejmon
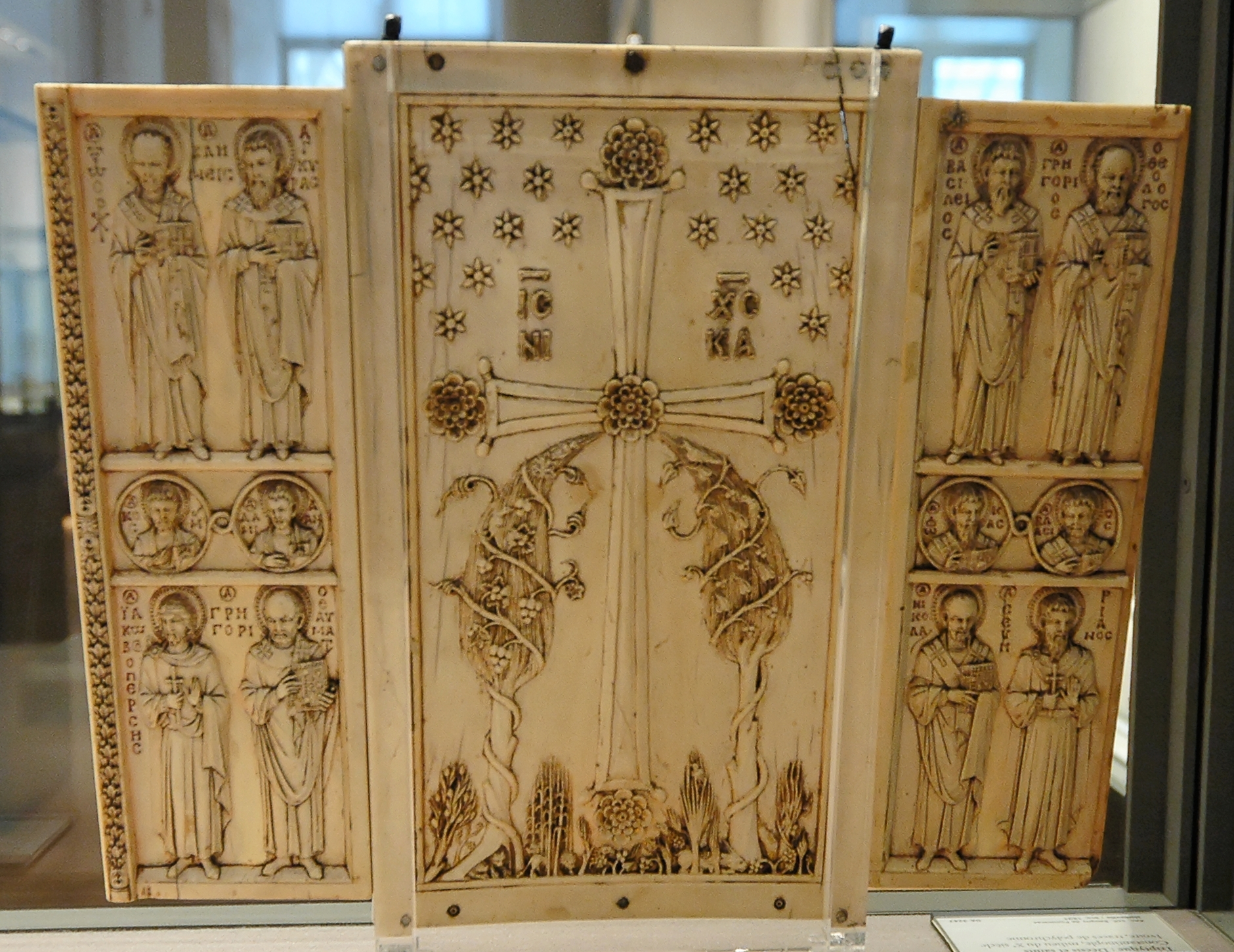
Strona odwrotna, pełny widok
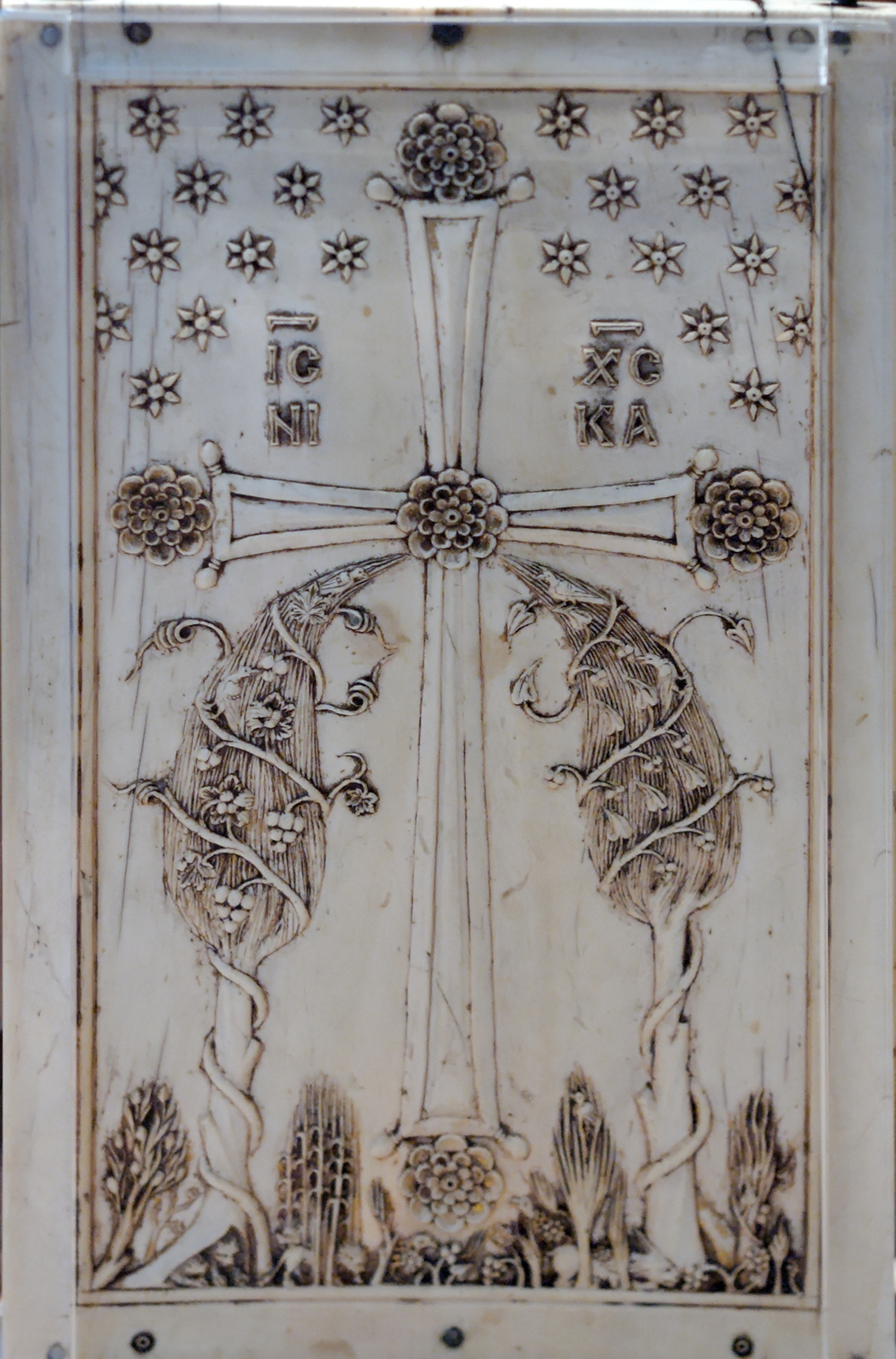
Rewers środkowej części: Triumf Krzyża w Raju i dwa Drzewa Życia. Ponadto widnieje inskrypcja „Iesous Christos nika” („Jezus Chrystus zwycięzca”)
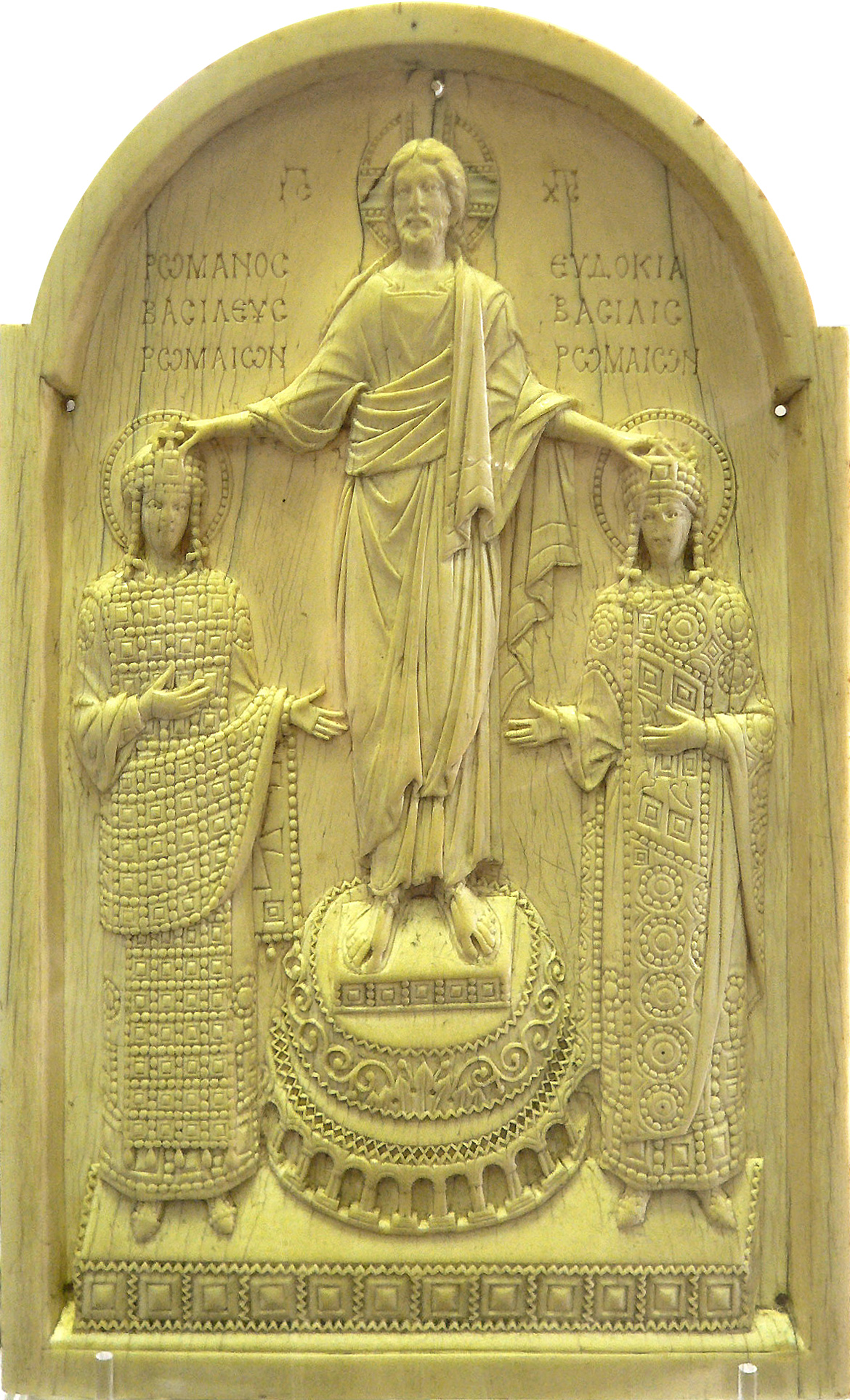
Roman IV Diogenes i Eudoksja. Plakietka z kości słoniowej, przykład dzieła z grupy Romanosa